# Лабурдан

Место Лабурдана среди баскских земель.

Флаг

Герб

Лабурдан (фр. Labourd, окс. Labord) или Лапурди (баск. Lapurdi) — одна из семи баскских земель, лежащая вдоль побережья Бискайского залива между реками Атуру (на севере) и Бидасоа (на юге).
Территория — приблизительно 900 км². Население — около 200 000 жителей, причём каждый четвёртый говорит по-баскски (лапурдский диалект).
Исторический центр — Юстарис, самый крупный город — Байонна. Административно входит в департамент Атлантические Пиренеи (Франция).

## История
По сообщению Страбона, эту часть Аквитании в древности населяло племя тарбелов, у которых была гавань в Лапурде (Lapurdum) на месте современной Байонны. В IX—X вв. побережье Лабурдана облюбовали для пиратских набегов воинственные норманны. 

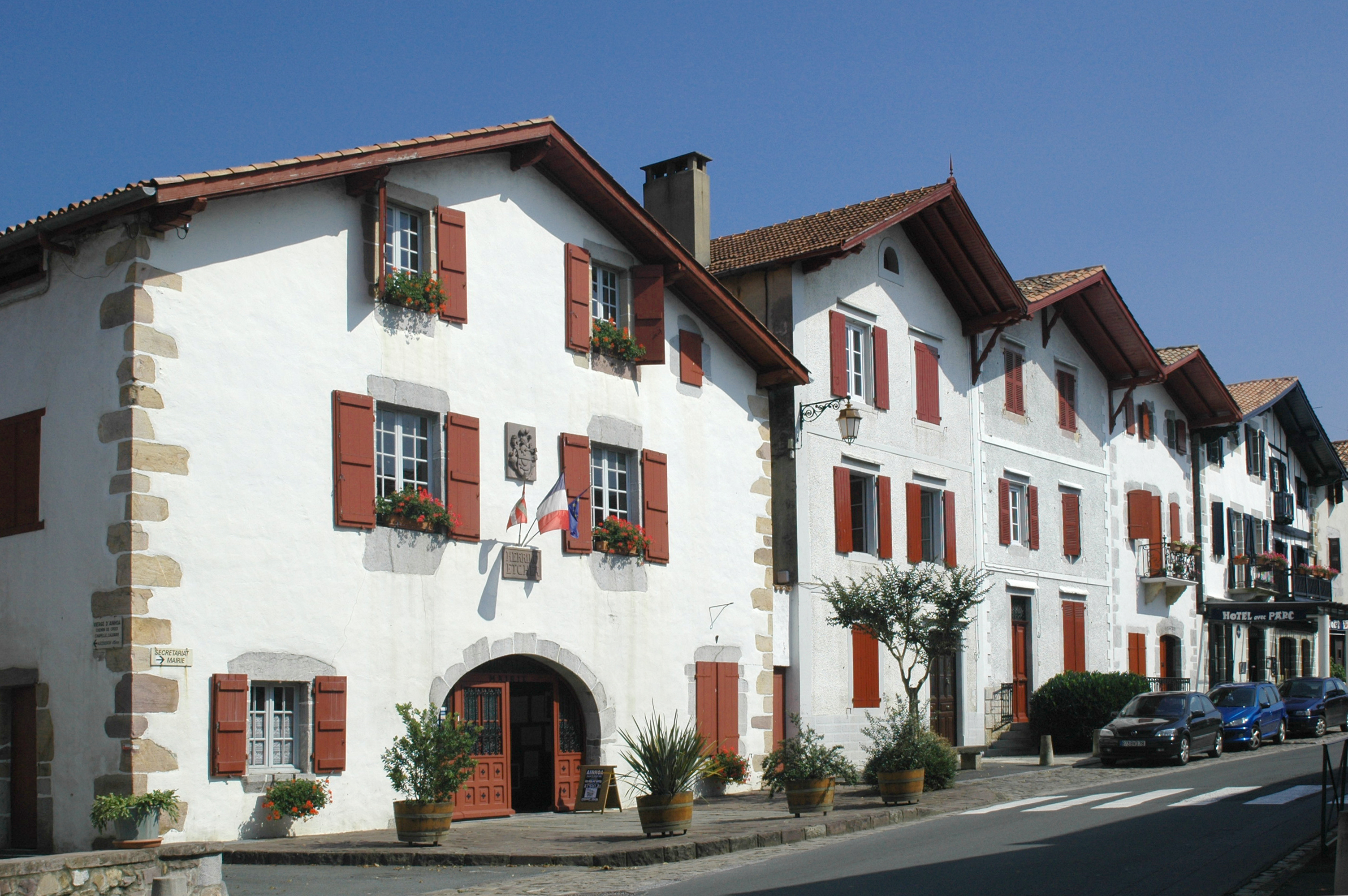
Баскское село в Лабурдане.

В 1024 г. васконский герцог Санчо VI уступил права на Лабурдан наваррскому королю Санчо III, который передал его в лен своему родственнику с титулом виконта. Затем на протяжении 170 лет за обладание Лабурданом с наваррскими королями спорили герцоги Аквитании, которые в конечном счёте и удержали его за собой. 
До 1451 года Лабурдан представлял собой южную оконечность континентальных владений английских Плантагенетов и их преемников.
Яркие страницы истории лабурданских басков связаны с рыболовным промыслом у берегов Ньюфаундленда, корни которого уходят в первую половину XVI века. В 1610 году в Лабурдане развернулась самая масштабная в истории охота на ведьм, в ходе которой судья и демонолог Пьер де Ланкр постановил предать смерти на костре семь десятков баскских женщин.